# Luminographie (Drucktechnik)
Die Luminographie (lat. lumino = erleuchten) bezeichnet ein Verfahren zur Herstellung von Kopien, bei dem phosphoreszierende Platten als Lichtquelle dienen. Dabei wird Bromsilberpapier auf das zu kopierende Objekt und darauf die phosphoreszierende Platte gelegt. Die Entwicklung erfolgt mit gewöhnlichem photographischen Entwickler. 
Luminographie wird auch synonym für eine Aufnahmetechnik von Fotografien mit Langzeitbelichtung verwendet, das sogenannte Light Painting. 